# Michael Aidan Courtney
Michael Aidan Courtney (Nenagh, 5 febbraio 1945 – Bujumbura, 29 dicembre 2003) è stato un arcivescovo cattolico irlandese.

## Biografia
Michael Aidan Courtney nacque a Summerhill, presso Nenagh, il 5 febbraio 1945.

### Formazione e ministero sacerdotale
Svolse gli studi per il sacerdozio nel seminario di Clonfert.
Il 9 marzo 1968 fu ordinato presbitero, a Roma, per la diocesi di Clonfert. Tornato in patria operò come parroco in due parrocchie della campagna irlandese, Tynagh e Woodford, e quindi come cappellano dei minatori. Nel 1976 si trasferì a Roma per gli studi superiori. Ottenne la licenza in diritto canonico e il dottorato in teologia morale. In quel periodo entrò nella Pontificia accademia ecclesiastica, l'istituto che forma i diplomatici della Santa Sede, e studiò anche politologia, diplomazia e diritto internazionale. Nel 1980 entrò nel servizio diplomatico della Santa Sede e prestò servizio nelle rappresentanze pontificie in Sudafrica, Senegal, India, Jugoslavia, Cuba ed Egitto.
Il 30 dicembre 1995 venne nominato inviato speciale con funzioni di osservatore permanente al Consiglio d'Europa a Strasburgo. La Santa Sede non era membro a pieno titolo di questa organizzazione con l'eccezione delle questioni culturali, avendo firmato nel 1954 la Convenzione culturale europea. Monsignor Courtney venne però coinvolto comunque negli organi del consiglio e seguì con particolare attenzione le sentenze della Corte europea dei diritti dell'uomo, in un periodo in cui la cooperazione fra il Consiglio d'Europa e la Santa Sede ebbe un suo sviluppo.

### Ministero episcopale
Il 18 agosto 2000 papa Giovanni Paolo II lo nominò arcivescovo titolare di Eanach Dúin e nunzio apostolico in Burundi. Ricevette l'ordinazione episcopale il 12 novembre successivo nella chiesa di Santa Maria del Rosario a Nenagh dal cardinale Francis Arinze, presidente del Pontificio consiglio per il dialogo interreligioso, co-consacranti il vescovo di Clonfert John Kirby e quello di Killaloe William Walsh.
Durante tre anni di permanenza nel Burundi, devastato da una guerra civile, la sua opera fu determinante per il raggiungimento dell'accordo del novembre 2003 tra il governo del paese e la principale fazione dei ribelli hutu. Designato per la nunziatura di Cuba, vacante dai primi di ottobre, aveva chiesto di rimanere nel Burundi per un altro periodo, sentendo prossima la possibilità di una pacificazione definitiva. Tuttavia, poche settimane dopo, mentre viaggiava in una località non distante dalla capitale, la sua auto con le insegne del Vaticano fu raggiunta da diversi spari. Unico fra gli occupanti l'auto a rimanere colpito, il nunzio morì in un vicino ospedale a causa di un'inarrestabile emorragia. Dell'attentato furono accusati i ribelli delle Forze di liberazione nazionale, che non avevano firmato l'accordo con il governo, ma essi hanno negato la responsabilità dell'omicidio.
Le esequie si tennero il 3 gennaio 2004 nella chiesa di Santa Maria del Rosario a Nenagh e furono presiedute dal cardinale Francis Arinze. Concelebrarono, tra gli altri, il cardinale Desmond Connell e gli arcivescovi Seán Baptist Brady e Giuseppe Lazzarotto. È sepolto nel cimitero di Dromineer, sulle rive del Lough Derg, vicino alla sua nativa Nenagh.

## Genealogia episcopale
La genealogia episcopale è:
- Cardinale Scipione Rebiba
- Cardinale Giulio Antonio Santori
- Cardinale Girolamo Bernerio, O.P.
- Arcivescovo Galeazzo Sanvitale
- Cardinale Ludovico Ludovisi
- Cardinale Luigi Caetani
- Cardinale Ulderico Carpegna
- Cardinale Paluzzo Paluzzi Altieri degli Albertoni
- Papa Benedetto XIII
- Papa Benedetto XIV
- Papa Clemente XIII
- Cardinale Giovanni Carlo Boschi
- Cardinale Bartolomeo Pacca
- Papa Gregorio XVI
- Cardinale Castruccio Castracane degli Antelminelli
- Cardinale Paul Cullen
- Arcivescovo Thomas William Croke
- Vescovo Denis Kelly
- Vescovo Joseph Ignatius Shanahan, C.S.Sp.
- Arcivescovo Charles Heerey, C.S.Sp.
- Cardinale Francis Arinze
- Arcivescovo Michael Aidan Courtney